# 天主教古馬卡教區
天主教古馬卡教區 （拉丁語：Dioecesis Gumacana）是菲律賓一個羅馬天主教教區，屬天主教利巴总教区。轄區包括奎松省東南部。
2006年有教友751,000人、23個堂區、55名司鐸。現任主教為文多辣·法馬迪科，主教座堂為聖迭戈主教座堂。
1984年4月9日升為教區。